# Nuwara Eliya
Nuwara Eliya (நுவரேலியா in lingua tamil, නුවරඑළිය in cingalese) è una città cingalese situata nell'entroterra dell'isola di circa 27.500 abitanti ed è il capoluogo dell'omonimo distretto. È nota come "Piccola Inghilterra" a causa delle sue coltivazioni di tè e per il suo clima fresco ed umido.

## Storia
La città fu fondata dall'esploratore britannico Samuel Baker nel 1846.

## Amministrazione

### Gemellaggi
- Yongzhou
- Uji
- Vidnoye